# Grup Sardanista Estels
La Colla Sardanista Estels, es va fundar el 2 de novembre de 1974 amb membres provinents de la colla Joventut Verge de la Mercè. Després de passar pels locals del carrer de Sant Elies i del carrer d'Urgell, el grup es va establir definitivament al Centre Parroquial de Sant Martí del Clot. En aquest barri, hi va fer una valuosa tasca de promoció de la sardana, amb cursets per a grans i petits, concursos de festa major davant el Centre Parroquial i concerts i audicions de cobles.
El grup s'organitza en tres colles, segons l'edat dels components. A la colla infantil, hi aprenen i ballen els nens de set a dotze anys; la juvenil és formada pels dansaires que tenen entre tretze i divuit anys; i finalment, hi ha la colla de grans, dedicada especialment al ball no competitiu, que també dona suport a les altres colles i a l'organització. Durant uns quants anys, el grup va tenir una colla infantil, els Petits Estels.
A més dels cursos i dels concursos, el Grup Sardanista Estels ofereix també activitats especials per als seus socis, com ara sopars i balls. Així mateix, participa en exhibicions i ballades commemoratives; per exemple, les dues que es van fer al camp del Barça o la del Club Nàutic.